# Queshuachaca
Queshuachaca (également orthographié Keshwa Chaca, Q'iswa Chaca, Keswachaka, Q'eshwachaka, Qeswachaka, Q'eswachaca, Q'eswachaka, Queshuachaca ou Queswachaka) est le dernier pont de corde inca, constitué de cordes en fibre végétale qui enjambent la rivière Apurimac près de Huinchiri, dans le District de Quehue (en), province de Canas, au Pérou.
Bien qu'il y ait un pont moderne à proximité, les habitants de la région perpétuent une ancienne tradition en reconstruisant le pont chaque année, au mois de juin. Plusieurs groupes familiaux préparent chacun un certain nombre de cordes en fibres végétales qui seront ensuite transformées en câbles sur place, d'autres préparent des nattes pour le tablier, et la reconstruction est un effort communautaire. Autrefois ce chantier était obligatoire, les participants étant contraints de participer à la reconstruction. De nos jours, les constructeurs ont indiqué que cet effort est réalisé pour rendre hommage à leurs ancêtres et à la Pachamama (Mère Terre).
L'événement a également été soutenu par des productions vidéo pour Nova et la BBC, et fait l'objet d'un documentaire indépendant intitulé "The Last Bridge Master" (en production, 2014). Il devient une attraction touristique mineure, avec des frais minimes demandés aux touristes pour emprunter la route pendant le festival et traverser le pont nouvellement achevé. En 2009, le gouvernement a reconnu le pont et son entretien comme faisant partie du patrimoine culturel du Pérou, et il bénéficie maintenant de certains sponsors extérieurs.
En raison d'un manque d'entretien pendant la pandémie de COVID-19 en 2020 et au début de l'année 2021, le pont s'est effondré en mars 2021. Dans les semaines qui ont suivi, le pont a été reconstruit.

## Reconstruction du pont

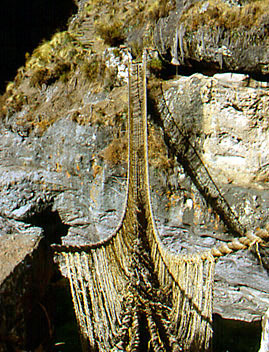
Affaissement du pont dans un état dégradé, avant sa reconstruction
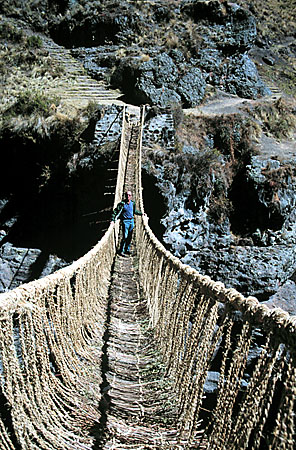
Le nouveau pont.
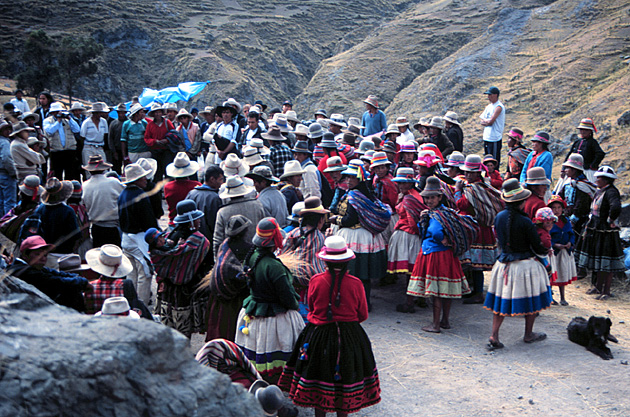
Regroupement des personnes impliquées dans la reconstruction.
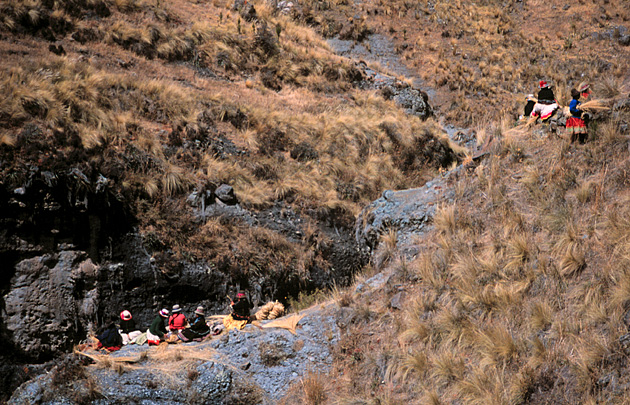
Préparation des attaches latérales.
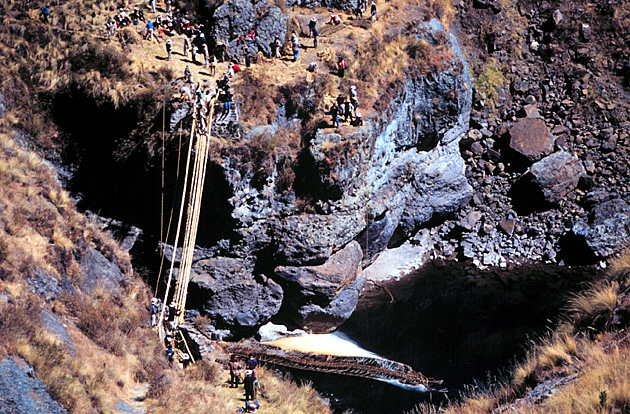
Le câble principal et les cordes d'arrimage sont en place.
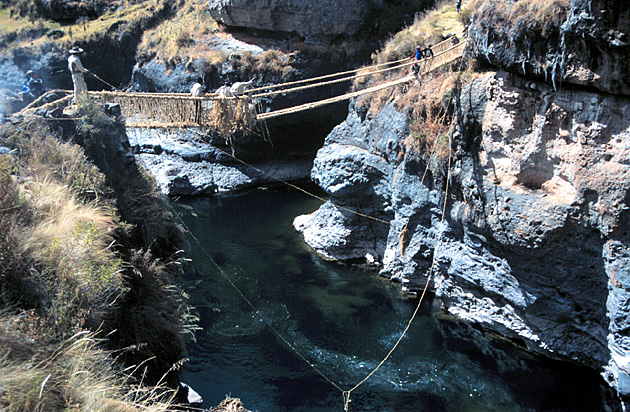
Fixation des cordes d'arrimage aux câbles principaux.
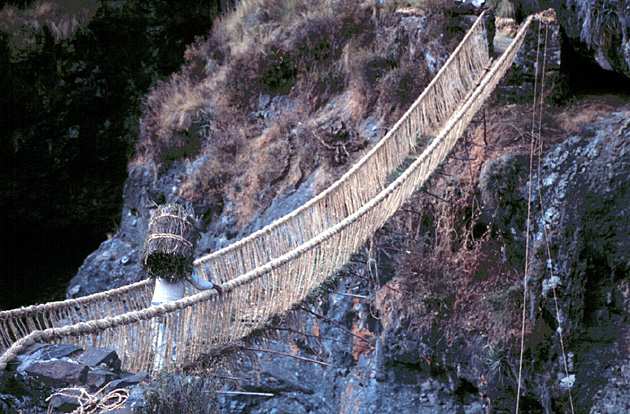
Les rouleaux de tapis coupés forment le pont de la passerelle.
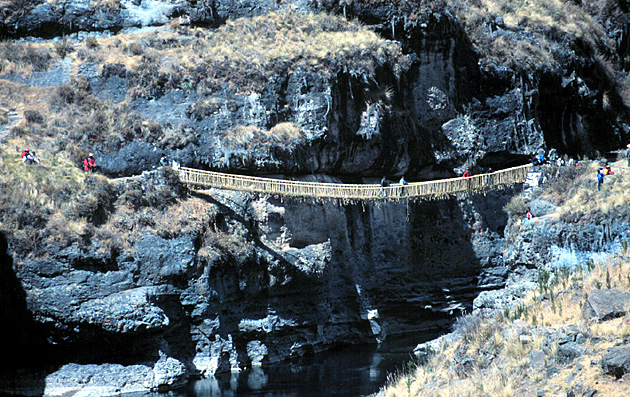
Le nouveau pont est maintenant terminé et prêt à être utilisé.
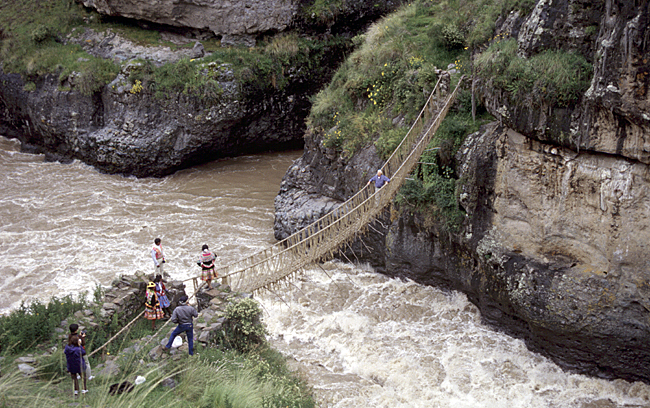
Utilisation du pont lors de la saison des pluies.